# Nimasia
Nimasia là một chi bướm đêm thuộc họ Erebidae.